# Kari (měsíc)
Kari (vyslovováno /ˈkɑri/ nebo /ˈkaʊri/) je malý měsíc planety Saturn. Jeho objev byl oznámen 26. června 2006 vědeckým týmem, jehož členy jsou Scott S. Sheppard, David C. Jewitt, Jan Kleyna a Brian G. Marsden. Nalezen byl během pozorování provedených mezi lednem a dubnem 2006. Po svém objevu dostal dočasné označení S/2006 S 2. V dubnu 2007 byl nazván Kari, po bohu jménem Kári, patřícího do norské mytologie. Dalším jeho názvem je Saturn XLV.
Kari patří do skupiny Saturnových měsíců nazvaných Norové.

## Vzhled měsíce
Předpokládá se, že průměr měsíce Kari je přibližně 7 kilometrů (odvozeno z jeho albeda).

## Oběžná dráha
Kari obíhá Saturn po retrográdní dráze v průměrné vzdálenosti 22,3 milionů kilometrů. Oběžná doba je 1243,7 dní.